# 圣潘克拉斯新教堂
圣潘克拉斯新教堂（St Pancras New Church）与圣潘克拉斯老教堂相对，是伦敦一座希腊复兴式教堂，建于1819年至1822年，由威廉和亨利·威廉·英伍德设计。该教堂是英格兰最重要的19世纪教堂建筑之一，并被列入一级保护建筑。

## 地点
该教堂位于历史悠久的圣潘克拉斯教区（后来为自治市）的南部，靠近与布卢姆斯伯里教区的边界。它位于卡姆登区的尤斯顿路南侧，上伍本坊（Upper Woburn Place）拐角处。
当它建成时，它的西面正对着尤斯顿广场的东南角，而尤斯顿广场位于当时被简单称为“新路”的路的两侧。 
该教堂原本计划作为圣潘克拉斯教区的一座新主教堂，该教区从牛津街以北约50米处一直延伸到海格特以北。圣潘克拉斯老教堂，原来的教区教堂，是新路北面的一座小型古老建筑。随着教区北部人口的增长，这里变得无人问津，到了19世纪初，这里每月只举行一次礼拜，其他时间则在肯蒂什镇的一座小教堂里举行。 
除了教区经历伦敦向北扩张之外，教区南部的人口也在增长，人们觉得有必要建造一座新教堂。随着新教堂的开放，老教堂成为了一个小礼拜堂，尽管后来它被赋予了自己的独立教区（民事教区保持不变）。 19世纪期间，为了服务圣潘克拉斯原教区不断增长的人口，又建造了许多教堂。到1890年，该教区被划分为33个教区。

## 历史
该教堂的建造主要是为了服务尤斯顿路附近教区新建的部分。1816年，圣潘克拉斯教堂的建造获得通过。经过约三十个投标者的竞标，当地建筑师威廉·英伍德 (William Inwood ) 与其儿子亨利·威廉·英伍德 (Henry William Inwood)合作的设计方案被接受。 建造者是艾萨克·西布鲁克 (Isaac Seabrook)。  1819年7月1日，约克公爵在一场仪式上奠下了第一块石头。上面刻有希腊文铭文，意为“愿福音之光永远照亮异教徒的黑暗庙宇”。 

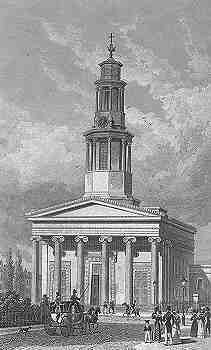
圣潘克拉斯新教堂刚竣工时的面貌

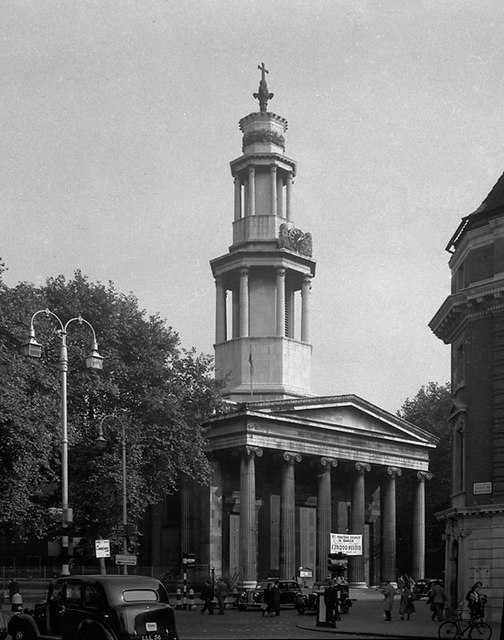
圣潘克拉斯新教堂1948年的照片

教堂于1822年5月7日由伦敦主教祝圣，圣潘克拉斯教堂的牧师詹姆斯·摩尔发表了布道。该建筑的总成本（包括土地和家具）为76,679英镑，使其成为自圣保罗大教堂重建以来在伦敦建造的最昂贵的教堂。 它的设计容纳人数为2,500人。 

## 建筑
该教堂为希腊复兴风格，采用爱奥尼柱式。它由砖砌成，表面为波特兰石，但门廊和屋顶上方的塔楼除外。所有外部装饰，包括柱头，都是用一种叫科德石的人工石材制成的。 
英伍德夫妇从两座古希腊纪念碑——厄瑞克忒翁神庙和风之塔——中汲取了灵感，这两座纪念碑均位于雅典。门道、檐壁和大部分其他装饰都与厄瑞克忒翁神庙非常相似。 圣潘克拉斯火车站的设计图通过时，亨利·威廉·英伍德正在雅典 ，他把厄瑞克忒翁神庙细节的石膏模型和一些出土的残片带回了英国。 
西端沿用了詹姆斯·吉布斯在圣马田教堂建立的门廊、前厅和塔楼的基本布局。 前厅的八角形圆顶天花板模仿风之塔，上方的塔楼也使用了相同结构的细节。东端是一座后殿，两侧是教堂最原始的特征：两个模仿厄瑞克忒翁神庙设计的讲坛，以及由女像柱支撑的檐壁。与厄瑞克忒翁神庙上的女像柱不同，这里的每一根女像柱都象征性地拿着一支熄灭的火炬或一个空水罐，这与它们在墓穴入口上方的位置相称。每个雕像的人物后面都有一个石棺，石棺的檐口上镶嵌着狮子头。 女像柱由科德石制成，分段建造在铸铁柱周围，由约翰·查尔斯·菲利克斯·罗西 (John Charles Felix Rossi)设计，建筑上所有的科德石都由他提供。上层被设计成教堂会议室。 
教堂门廊下方有三个门， 内部有一个平坦的天花板，跨度为60英尺（18米）以及由铸铁柱支撑的画廊。后殿的内部是半个圆形寺庙的形状，有六根柱子，涂上大理石的色彩，立在基座上。 
教堂内部包括一个讲台（曾经更高）和一张书桌，它们的木材来自著名的费尔洛普橡树，它曾经生长在埃塞克斯郡伊尔福德的海诺特森林，在1820年的一场暴风雨中倒下
地下室与教堂长度相同，设计容纳棺材2,000副， 但到1854年，只安置里不到500副棺材，伦敦所有教堂都停止了这种做法。它在两次世界大战中都曾被用作防空洞，现在则被用作艺术画廊。 
由于干腐病和战争破坏导致教堂结构需要翻修，从1951年起教堂关闭了两年。北教堂于1970年增建，内部于1981年修复。教堂台阶是2005年7月7日伦敦爆炸案发生后用来献花悼念遇难者的几个地点之一。该建筑被列为一级保护建筑。 

## 现状
圣潘克拉斯仍被用作礼拜场所。安妮·史蒂文斯 (Anne Stevens) 牧师是现任牧师。除了定期的服务外，它还定期举办公民服务、音乐会和讲座。地下室里会举办艺术展览（www.cryptgallery.org.uk）。伦敦当代教堂音乐节于2002年在圣潘克拉斯成立，并继续（2022年）在那里举办。 